# Dalovice (Boêmia Central)
Dalovice é uma comuna checa localizada na região da Boêmia Central, distrito de Mladá Boleslav.